# Hobson-keuze

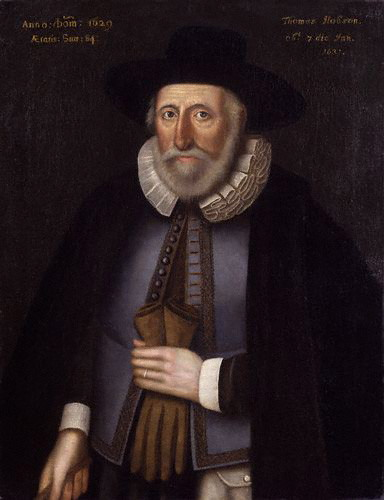
Thomas Hobson

Een Hobson-keuze is een situatie waarin iemand de vrijheid wordt gelaten om één aangeboden keuzeoptie te nemen of te laten.
Het ontstaan van de term wordt gerelateerd aan Thomas Hobson (1544-1631), die een stalhouderij uitbaatte in Cambridge. Hobson had zo'n 40 paarden in zijn stalhouderij. Zijn klanten leken dus over een ruime keuze van paarden te beschikken. Echter, om te vermijden dat telkens alleen maar de beste paarden zouden uitgekozen worden, liet Hobson hen alleen het paard nemen dat het dichtst bij de deur gestald was, of anders helemaal geen. Op deze manier zorgde hij ervoor dat zijn paarden gelijkmatig werden gebruikt.
Een gedenkplaat onder een portret van Thomas Hobson in de Guildhall in Cambridge beschrijft hoe zijn stalhouderij ontstond, evenals de oorsprong van de term.  
Catch-22 ·
Chicken game ·
Cognitieve dissonantie · 
Dubbele binding · 
Ezel van Buridan · 
Hobson-keuze · 
Prisoner's dilemma ·
Vals dilemma · 
Vork van Morton